# Ивомир Игнатов
Ивомир Игнатов е български актьор и режисьор, роден на 18 февруари 1967 година в Кюстендил.

## Клоунът Кени
Започва кариерата си на клоун през 1991 г. Август клоун, кавьорен клоун, цивилен клоун, red nose клоун. Превръща се в световно признат артист с емблематичните си улични представления, изградени на принципа на имитация, импоривизационна клоунада и слапстик, с над 7000 представления в повече от 30 държави на 4 континента. През 2018 г. той става асистент, специалност „Актьорско майсторство за драматичен театър“ в „Паисий Хилендарски“ в класа на режисьора Теди Москов.

## Театър „ХЕНД“ (HAND THEATRE)
С авторския етюд с голи ръце „EGO“ на Ивомир Игнатов – Кени се ражда и концепцията „Хенд“. През годините театър „Хенд“ съществува под различни форми, участие взимат множество артисти, осъществяват се проекти в България и света. През 2010 г. се открива и зала „Хенд“ в партньорство с Мариана Ангелова и с помощта на дарители. Същата година той започва да преподава курсове по актьорско майсторство. До 2019 г. частен куклено-драматичен театър „Хенд“ – Пловдив съществува със собствена трупа и репертоар, част е от културния живот в България, печели награди от местни и световни фестивали.

## Stand up comedy
| Година | Име на представлението    | Бележки                                   |
| ------ | ------------------------- | ----------------------------------------- |
| 2004   | Армагедон                 | заедно с Валентин Ванов и Венцислав Янков |
| 2006   | Шоуто на Кени             | *                                         |
| 2012   | WTF                       | *                                         |
| 2015   | Лъжи за масово поразяване | *                                         |
| 2019   | FTW                       | *                                         |

## Роли в театъра

### ВИТИЗ „Кр.Сарафов“ София
| Година | Име на представлението                     | Бележки                    |
| ------ | ------------------------------------------ | -------------------------- |
| 1988   | „Ескориал“ от Мишел дьо Гелдерод           | (студенско представленние) |
| 1989   | „Страх и мизерия в Третия Райх“ от Б.Брехт | (студенско представленние) |

### Театър „Хенд“ и BOUFFON THEATRE –Paris,France
| Година | Име на представлението                              | Бележки             |
| ------ | --------------------------------------------------- | ------------------- |
| 1991   | „Една нова история от стария див Запад“             | (етюден спектакъл)  |
| 1991   | „Как китът получи своето тясно гърло“ по Р. Киплинг | (Режисьор)          |
| 1991   | „Ако ръцете“                                        | (авторски спетакъл) |

### UTICA COLEGE OF CIRACUSSE UNIVERSITY – NY USA
| Година | Име на представлението             | Бележки                         |
| ------ | ---------------------------------- | ------------------------------- |
| 1993   | „Няколко малки истории“            | (пантомимен авторски спектакъл) |
| 1993   | „What the Butler Saw“ от Joe Orton | (реж. Jerry Wise)               |

### ДКТ Сливен
| Година | Име напредставлението       | Бележки                |
| ------ | --------------------------- | ---------------------- |
| 1996   | „Свята нощ“                 | (реж. Елжбиета Цонева) |
| 1997   | „Звездичко“ от Иржи Стржеда | (реж. Н.Бояджиев)      |
| 1998   | „Буря“ от У. Шекспир        | (реж. С. Събев)        |
| 1998   | „Опитомената тъмнина“       | (реж. Елза Лалева)     |
| 1999   | „Чаровна нощ“ от Ст. Мрожек | (реж. Иво Сиромахов)   |

### Théâtre de Saint-Quentin-en-Yvelines, Montigny-le-Bretonneux, France
| Година | Име напредставлението                               | Бележки              |
| ------ | --------------------------------------------------- | -------------------- |
| 1999   | „Как китът получи своето тясно гърло“ по Р. Киплинг | *                    |
| 1999   | „Ego-ergo tu“                                       | (авторски спектакъл) |

### École Internationale de Mimodrame de Paris Marcel Marceau
| Година | Име напредставлението | Бележки              |
| ------ | --------------------- | -------------------- |
| 1999   | „Ego-ergo tu“         | (авторски спектакъл) |

### Частен куклено-драматичен театър „Хенд“ – Пловдив
| Име напредставлението                                                                                    | Бележки                             |
| --- | ----------------------------------- |
| „Крал Юбю“ по Алфред Жари                                                                                | (Режисьор)                          |
| „Криворазбраната цивилизация“ по Добри Войников                                                          | (Режисьор)                          |
| „Дон Кихот и Санчо Панса или нелепите приключения на Дончо Манчев и Станчо Панчев“ по Мигел Де Сервантес | (реж. Добрин Добрев-Додо)           |
| „ЧЕРВЕНАТА ШАПКА-ПРЕЗАРЕЖДАНЕ“                                                                           | (Режисьор)                          |
| „Началото“                                                                                               | (авторски спектакъл, Режисьор)      |
| „Новите дрехи на краля“ по Х. Кр. Андерсен                                                               | (Режисьор)                          |
| „Приказки на клоуните“                                                                                   | (Режисьор)                          |
| „Хитър Петър“                                                                                            | (драматизация и режисура В. Бойдев) |
| „Вещицата от килера“ по Пиер Грипари                                                                     | (Режисьор)                          |
| „Главанаци“ по Боян Папазов                                                                              | (реж. Добрин Добрев-Додо)           |

## Роли в киното
| Година | Име напредставлението             | Бележки                |
| ------ | --------------------------------- | ---------------------- |
| 1989   | „Немирната птица любов“           | (реж. Рангел Вълчанов) |
| 1989   | „Сребърната лисица“               | (реж. Никола Корабов)  |
| 1999   | „Хачу в тюрме“                    | (реж. Олга Сурикова)   |
| 2004   | „Последния господар на Балканите“ | (реж. Мишел Фавар)     |

## Телевизия и радио
| Начало/Край | Предаване                                   | Роля          |
| ----------- | ------------------------------------------- | ------------- |
| 1995 – 1997 | „Бонбон“ – Канал Ком Сливен                 | Автор и водещ |
| 1997 – 1998 | Новогодишни шоу програми – Телевизия Сливен | Водещ         |
| 1995 – 1996 | „Педя човек – лакет брада“                  | Актьор        |
| 1993 – 1994 | „Пипе“ – политическо куклено шоу            | Актьор        |

## Режисьор
| Година | Име напредставлението                                                    | Театър                                                               |
| ------ | ------------------------------------------------------------------------ | -------------------------------------------------------------------- |
| 1991   | „Как китът получи своето тясно гърло“ по Р. Киплинг                      | BOUFFON THEATRE – Paris, France                                      |
| 1991   | „Ако ръцете“; „Една нова история от стария див Запад“ авторски спектакъл | BOUFFON THEATRE – Paris, France                                      |
| 1998   | „Как китът получи своето тясно гърло“ по Р. Киплинг                      | ДКТ Сливен                                                           |
| 1999   | „Ego-ergo tu“ авторски спектакъл                                         | Théâtre de Saint-Quentin-en-Yvelines, Montigny-le-Bretonneux, France |
| 1999   | „Ego-ergo tu“ авторски спектакъл                                         | École Internationale de Mimodrame de Paris Marcel Marceau            |
| 2001   | „Вещицата от килера“ по Пиер Грипари                                     | ДКТ Сливен                                                           |
| 2003   | „Вещицата от килера“ по Пиер Грипари                                     | ДКТ Стара Загора                                                     |
| 2004   | „Как китът получи своето тясно гърло“ по Р. Киплинг                      | ДКТ Пловдив                                                          |
| 2010   | „Вещицата от килера“ по Пиер Грипари                                     | частен куклено-драматичен театър „Хенд“ – Пловдив                    |
| 2010   | „Началото“ авторски спектакъл                                            | частен куклено-драматичен театър „Хенд“ – Пловдив                    |
| 2011   | „Червената шапка – презареждане“                                         | частен куклено-драматичен театър „Хенд“ – Пловдив                    |
| 2012   | . „Предателят“ по Бертолд Брехт                                          | частен куклено-драматичен театър „Хенд“ – Пловдив                    |
| 2012   | „Клоунски приказки“                                                      | частен куклено-драматичен театър „Хенд“ – Пловдив                    |
| 2012   | „Как китът получи своето тясно гърло“                                    | ДKT Силистра                                                         |
| 2012   | „Страната без остриета“ по Дж. Родари                                    | частен куклено-драматичен театър „Хенд“ – Пловдив                    |
| 2015   | „Как китът получи своето тясно гърло“ по Р. Киплинг                      | частен куклено-драматичен театър „Хенд“ – Пловдив                    |
| 2016   | „Новите дрехи на краля“ по Х. Кр. Андерсен                               | частен куклено-драматичен театър „Хенд“ – Пловдив                    |
| 2016   | „Криворазбраната цивилизация“ по Добри Войников                          | частен куклено-драматичен театър „Хенд“ – Пловдив                    |
| 2017   | „Крал Юбю“ по Алфред Жари                                                | частен куклено-драматичен театър „Хенд“ – Пловдив                    |